# Dead Space (videogioco 2023)
Dead Space è un videogioco survival horror sviluppato da Motive Studio e pubblicato da Electronic Arts nel 2023. Remake dell'omonimo gioco del 2008 sviluppato da EA Redwood Shores, è stato pubblicato il 27 gennaio 2023 per PlayStation 5, Windows e Xbox Series X/S, primo capitolo della serie Dead Space ad uscire su console di nona generazione. I giocatori controllano l'ingegnere Isaac Clarke nell'esplorazione di un'astronave mineraria invasa da creature chiamate Necromorfi.
EA ha annunciato il remake di Dead Space nel luglio 2021, tra i principali membri dello staff ci sono il produttore senior Philippe Ducharme, il direttore creativo Roman Campos-Oriola e il direttore artistico Mike Yazijian, tutti membri che hanno lavorato ai titoli della serie Dead Space. Il remake fa uso del Frostbite Engine, introduce l'illuminazione volumetrica e dinamica e, grazie ai sistemi di unità a stato solido delle console di nona generazione, crea una continuità tra i livelli senza schermate di caricamento. EA ha inoltre dichiarato la sua intenzione di non introdurre microtransazioni nel gioco, in maniera analoga a Star Wars Jedi: Fallen Order.
Il gioco ha ricevuto recensioni generalmente favorevoli da parte della critica, con elogi generali per la sua grafica, il sound design e le migliorie apportate all'originale.

## Trama

### Personaggi e ambientazione
Ambientato nel 26º secolo, la storia segue l'ingegnere Isaac Clarke, un membro dell'equipaggio su una nave di riparazione chiamata USG Kellion assegnata alla USG Ishimura, un'enorme nave mineraria planetaria che è rimasta silenziosa sopra il pianeta Aegis VII. Il suo equipaggio comprende la specialista di computer Kendra Daniels, il responsabile della sicurezza Zach Hammond e i co-piloti e personale di sicurezza Cpls. Hailey Johnston e Aiden Chen. 
Mentre indaga su una richiesta di soccorso inviata dall'ufficiale medico della nave e dalla fidanzata di Isaac, Nicole Brennan, l'equipaggio della Kellion viene attaccato da creature fatte di cadaveri umani mutati chiamati Necromorfi. Isaac è costretto a badare a se stesso mentre cerca di salvare i suoi compagni di equipaggio e scoprire la verità dietro la perdita della Ishimura. Lungo la strada, incontra diversi sopravvissuti tra cui Nicole, l'orticoltrice Elizabeth Cross, l'ingegnere e fidanzato di Cross Jacob Temple, il responsabile scientifico capo della Ishimura Terrence Kyne e lo scienziato Dr. Challus Mercer.

### Storia
L'equipaggio della Kellion arriva nello spazio aereo di Aegis VII, ma si schianta sulla Ishimura a causa di malfunzionamento del sistema di attracco. Johnston, rimasta ferita, rimane indietro mentre Isaac, Kendra, Hammond e Chen si dirigono sulla nave apparentemente abbandonata. Alcuni necromorfi formatisi dai cadaveri dell'equipaggio della Ishimura attaccano il gruppo, uccidendo Chen e costringendoli a separarsi. Mentre si scontrano con l'equipaggio trasformato, i tre si dividono per esplorare la nave e scoprire la causa dell'infezione. La situazione degenera quando i necromorfi danneggiano il nucleo energetico della Kellion, che esplode uccidendo Johnston, mentre Hammond viene attaccato da un ormai mutato Chen mentre perlustrava il ponte della nave. Non volendo fare del male al suo secondo, rinchiude Chen in una capsula di salvataggio e lo eietta nello spazio. Kendra nel frattempo accede al computer centrale della Ishimura e scopre che la nave celava una "scoperta" effettuata sul pianeta.
Mentre esplora e ripara la Ishimura, Isaac si riunisce brevemente con Nicole e incontra Cross, la quale sta cercando Temple e architettando una strategia per uccidere il Leviatano, un mastodontico necromorfo simile a una pianta carnivora che sta lentamente contaminando le riserve di ossigeno della nave. Isaac scopre anche la presenza di alcuni membri della fanatica "Chiesa di Unitology" (un culto al quale sua madre era devota e che l'ha portata a commettere un omicidio-suicidio togliendosi la vita e uccidendo suo padre) e un enorme artefatto soprannominato il Marchio, misterioso oggetto di venerazione da parte di Unitology, il quale avrebbe provocato l'infezione facendo impazzire i coloni di Aegis VII e poi l'equipaggio dopo essere stato portato a bordo sotto richiesta di Kyne. Mentre Isaac, Kendra e Hammond vengono tormentati da allucinazioni provocate dal Marchio (Isaac vede Nicole, Kendra vede il suo fratellino deceduto e Hammond vede Chen), Isaac incontra Mercer, il quale rivela di voler portare il Marchio sulla Terra per dare avvio a un fenomeno noto come Convergenza, capace di trasformare tutta la popolazione terrestre in una massa di necromorfi.
Quando Isaac lancia nello spazio un radiofaro di emergenza costruito da Temple, il segnale viene captato dalla USM Valor, una nave militare che però si schianta contro la Ishimura dopo aver erroneamente recuperato la capsula contenente Chen necromorfo, che uccide tutti i soldati e fa sì che i membri dell'equipaggio si trasformino in necromorfi. Isaac e Hammond salgono sulla Valor distrutta per recuperare un nucleo energetico necessario ad alimentare una navetta trovata da Hammond, ma lì scoprono che la Valor aveva ricevuto l'ordine di distruggere la Ishimura ad ogni costo. Recuperato il nucleo e in procinto di fuggire, i due vengono attaccati da Chen, con Hammond che si sacrifica per eliminarlo. Nuovamente sulla Ishimura, Isaac incontra Kyne, divorato dal senso di colpa, che convince lui e Kendra a riportare il Marchio su Aegis VII per fermare l'infezione.
Mentre aiuta Kyne a caricare il Marchio sulla navetta, Isaac incontra nuovamente Mercer, che uccide Temple ma viene a sua volta schiacciato da un gigantesco tentacolo necromorfo. Con il Marchio caricato, tuttavia, Kendra uccide a tradimento Kyne e abbandona Isaac sulla nave, rivelandosi un'agente sotto copertura inviato dal Governo terrestre per insabbiare l'incidente del Marchio, che spiega essere un tentativo fallito di replicare tecnologia aliena (il "vero" Marchio, scoperto da Unitology secoli fa). Il Marchio venne sepolto su Aegis VII dopo essersi rivelato troppo difficile da controllare, ma la Ishimura lo riportò alla luce durante un'operazione di trivellazione planetaria illegale, motivo per cui la Valor era stata inviata per insabbiare la scoperta. Prima che Kendra possa fuggire, però, Isaac e Nicole richiamano la navetta dalla sala di controllo della Ishimura e recuperano il Marchio, mentre Kendra fugge su una capsula di salvataggio.
Isaac e Nicole riportano il Marchio sul pianeta, ma Kendra riesce a recuperarlo. Qui, rivela ad Isaac che Nicole è in realtà morta da tempo (suicidatasi all'inizio dell'infezione per paura di diventare un necromorfo) e che la "Nicole" con la quale Isaac ha collaborato per tutto il gioco è in realtà Cross, che il Marchio ha manipolato facendole vedere Temple per essere riportato in comunicazione con la cosiddetta "Unica Mente", un gigantesco necromorfo situato su Aegis VII e capace di controllare telepaticamente gli altri. Cross si rifiuta di collaborare con Kendra e per questo viene uccisa. Kendra tenta allora nuovamente di fuggire, ma viene schiacciata dall'Unica Mente, che poi affronta Isaac e viene a sua volta uccisa e precipita nel nucleo del pianeta. Isaac abbandona il Marchio e fugge a malapena dal pianeta, mentre il carico tettonico della Ishimura si sgancia e precipita su Aegis VII, distruggendo la colonia e il Marchio una volta per tutte. Rimasto solo sulla navetta, Isaac viene attaccato da una visione ostile di Nicole.
In un finale alternativo ottenuto completando la Nuova Partita+ e recuperando tutti e 12 i Frammenti del Marchio (dei nuovi collezionabili), Isaac viene visto parlare con l'allucinazione di Nicole in una navetta coperta di simboli del Marchio, rivelando di aver intenzione di "costruire qualcosa per lei".

## Modalità di gioco
Dead Space presenta vari cambiamenti rispetto al gioco originale. A differenza di quest'ultimo in cui il protagonista Isaac era completamente muto, in questa incarnazione invece è doppiato. Inoltre, le frasi e i dialoghi sono stati completamente rifatti per includere Isaac nelle conversazioni, il quale potrà comunicare e discutere con gli altri personaggi con cui si metterà in contatto. Il gioco presenta anche maggiori approfondimenti riguardando l'universo di Dead Space rispetto all'originale, introducendo un sistema di "peeling" in cui il giocatore può strappare e distruggere i corpi dei necromorfi. Varie armi sono più adatte per recidere gli arti, mentre altre per distruggere completamente i corpi. Il remake migliora anche l'elemento a gravità zero dell'originale, fornendo a Isaac propulsori per muoversi liberamente attraverso aree designate di Ishimura. 
Pur presentando tutte le stesse tute e armi del gioco originale, le armi possono ora essere acquisite semplicemente progredendo nella storia e non devono essere acquistate al chiosco delle tute utilizzando i progetti. Mentre le tute e le armi possono ancora essere potenziate con i Nodi del Potere, si potranno potenziare del tutto solo trovando vari progetti di tute o parti di armi che bisognerà trovare in alcune aree della nave. Le parti delle armi aggiungono degli aggiornamenti che miglioreranno le prestazioni.
L'USG Ishimura è descritto come un ambiente singolare che può essere esplorato liberamente senza influire sulla storia principale. Diviso in sei sezioni, i giocatori possono sbloccare diverse aree dell'Ishimura procedendo attraverso la storia principale. Mentre il sistema di tram della nave può ancora essere utilizzato per spostarsi in diverse sezioni della nave, non sono più prontamente disponibili e devono essere sbloccati procedendo attraverso ciascuna sezione a piedi. Una nuova funzionalità aggiunta è la possibilità di accedere a porte e container chiusi reindirizzando l'alimentazione delle navi attraverso varie scatole di giunzione o utilizzando un nulla osta di sicurezza invece di utilizzare i Nodi del Potere.

## Sviluppo
Il 1º luglio 2021, il giornalista Jeff Grubb di GamesBeat ha affermato che un remake di Dead Space era in corso di sviluppo presso Motive Studio. Ha ipotizzato che il successo del giocatore singolo riscontrato da EA con Star Wars Jedi: Fallen Order (2019) e i remake di Capcom di Resident Evil 2 e Resident Evil 3 siano stati determinanti nella decisione dell'editore di dare il via libera al remake di Dead Space.
Il gioco è stato sviluppato utilizzando il motore proprietario Frostbite di EA, che Motive Studio ha precedentemente utilizzato per sviluppare Star Wars: Squadrons e la campagna per giocatore singolo di Star Wars Battlefront II. Il gioco mantiene la stessa trama e struttura dell'originale, ma presenta elementi, modelli dei personaggi e ambienti ridisegnati. Gli sviluppatori hanno cercato di sfruttare gli SSD sulla nona generazione di console per presentare il gioco come una "sequenza ininterrotta", priva di schermate di caricamento. Inoltre sono stati aggiunti i contenuti rimossi dal gioco originale per via di limiti tecnici. Il gioco non presenta alcuna microtransazione, a differenza di Dead Space 3, dove l'aggiunta di microtransazioni ha portato a un'accoglienza negativa. L'art director del gioco, Mike Yazijan, in precedenza ha lavorato come direttore artistico alla EA Montreal assistendo Visceral Games nello sviluppo di Dead Space 2. 
Il Dead Space originale è stato apprezzato anche per il suo sound design e il team è ha deciso di rimanere fedele all'atmosfera originale, migliorando e modificando ove necessario. Il doppiatore Gunner Wright è tornato a ricoprire il ruolo di Isaac Clarke, che adesso è completamente doppiato, come le sue apparizioni in Dead Space 2 e Dead Space 3. Tanya Clarke invece è tornata a dare la voce a Nicole Brennan come in Dead Space 2. Gli altri membri del cast includono Anthony Alabi come Zach Hammond, Brigitte Kali Canales nei panni di Kendra Daniels e Faran Tahir in quelli di Challus Mercer. 
Dead Space è diventato disco d'oro il 15 dicembre. L'implementazione del gioco di una tecnica di rendering chiamata variable rate shading (VRS) è stata criticata. La versione PC ha ricevuto una patch il 31 gennaio 2023 che ha aggiunto un'opzione per disabilitare la VRS. Le versioni per console invece hanno rimosso del tutto questa funzione.

## Pubblicazione
Il gioco è stato annunciato all'evento Play Live di EA tenutosi il 22 luglio 2021, accompagnato da un teaser trailer, con una data di uscita iniziale prevista per la fine del 2022. L'11 marzo 2022, è stato annunciato che il gioco sarebbe stato posticipato all'inizio del 2023. Il 4 ottobre 2022 è stato pubblicato un trailer di gameplay per Dead Space, che ha rivelato la data di uscita del gioco, ovvero il 27 gennaio 2023.

## Colonna sonora
La colonna sonora originale di Jason Graves è stata mantenuta inalterata, e assieme a quest'ultima sono presenti delle nuove tracce musicali composte da Trevor Gureckis. Inoltre Graves aveva precedentemente lavorato alla trilogia originale del gioco sempre come compositore.

## Accoglienza
Dead Space ha ricevuto recensioni "generalmente favorevoli", secondo l'aggregatore di recensioni Metacritic.
IGN ha elogiato Motive Studio per aver ringiovanito l'ambientazione del gioco originale "con la sua astronave incredibilmente ridisegnata, la storia migliorata in modo intelligente e sottile e scene d'azione re-immaginate in modo spettacolare". The Guardian lo descrive come una versione semplificata di Dead Space, rendendolo più fluido e "abbracciando il ritmo teso dell'originale e il potente slancio in avanti". Eurogamer ha apprezzato le modifiche apportate all'Ishimura, definendolo "persistente e vivo", ma ritenne la nuova voce di Isaac come "distratta" nei confronti dell'orrore che si trovava davanti il personaggio. A Kotaku non sono piaciuti i combattimenti contro i boss rimasti invariati e li ha descritti come "noiosi" e "schematici". 
Polygon ha elogiato il nuovo sistema audio aggiunto al gioco: "I suoni dell'Ishimura sono riccamente stratificati, il frastuono dei macchinari e le urla ultraterrene sono un costante amplificatore di paura". Inoltre è stato apprezzato lo sviluppo di Isaac come protagonista, lodando le interazioni che ha con il resto dell'equipaggio per migliorare il fattore emotivo del gioco. GameSpot ritiene che il remake abbia apportato solo dei miglioramenti marginali rispetto alla versione del 2008, ma lo ha elogiato comunque come "il modo per eccellenza di giocare uno dei migliori del genere survival horror". The Verge ha gradito gli aggiornamenti apportati alla storia e i nuovi dialoghi doppiati da Isaac, affermando "Wright infonde al personaggio un fascino accattivante che lo rende divertente non solo da proteggere ma anche da frequentare". PC Gamer ha elogiato il gioco per aver ampliato la narrativa originale con molti più dettagli, il che lo ha portato a sperare che questo sforzo possa essere incanalato in un futuro sequel.

### Vendite
Negli Stati Uniti, Dead Space è stato il secondo gioco più venduto di gennaio 2023 subito dopo Call of Duty: Modern Warfare II.